# 로쿠로쿠비

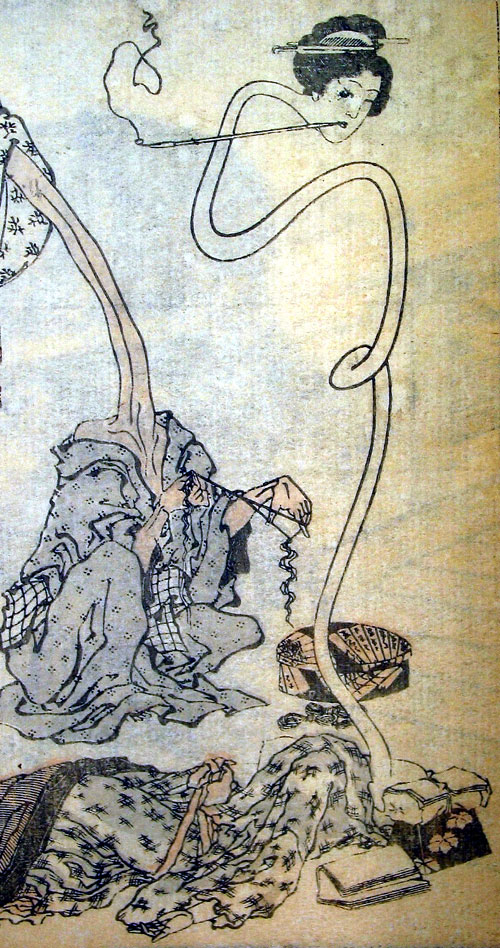
가츠시카 호쿠사이가 그린 로쿠로쿠비.

로쿠로쿠비(일본어: 轆轤首)는 일본의 요괴의 일종이다.
크게 나누어 목이 길게 자라나는 것과, 목이 아예 몸에서 분리되어 자유롭게 비행하는 것 2종류가 있다. 고전 괴담이나 수필에 자주 등장하며, 민화의 소재가 되는 경우도 많다. 그런데 고대로부터 전승된 것이 아니라 에도시대 일본인들의 괴기취미를 만족시키기 위해 창작된 것이라는 지적도 있다.:86-88

## 어원
로쿠로쿠비는 로쿠로(轆轤) + 쿠비(首; 목)의 원리로 조형된 합성어다. 로쿠로란 일본어로 돌림판, 도르래, 우산 개폐장치 등의 의미를 갖는다. 이에 따라 로쿠로쿠비의 어원에 관해서도 다음과 같은 설들이 있다.
- 돌림판을 돌려서 도자기를 만들 때의 감촉에서 유래했다는 설[3]:520
- 길쭉하게 늘어난 목이 마치 우물 두레박을 늘어뜨린 도르래와 닮았다는 설[4]:159
- 우산 개폐장치를 올리면 우산살에 가려져 있던 우산대가 드러나면서 길쭉해지는 것처럼 보인다는 설[3]:520[5]

## 로쿠로쿠비의 종류
목이 몸통에서 떨어져 떠다니는 타입(누케쿠비[抜け首]라고도 한다)과 목이 비정상적으로 자라나는 타입으로 나뉜다.

### 분리비행형 (누케쿠비)
이쪽이 원형에 가까운 것으로 여겨진다.:76-78 이 유형의 로쿠로쿠비는 야간에 인간을 덮쳐서 피를 빨아먹는 등 못된 짓을 하는 것으로 알려졌다. 목에 범자(梵字)가 한 글자 쓰여 있고, 몸이 잠들었을 때 (목만 날아다니고 있을 때) 몸을 치워버리면 원래대로 돌아갈 수 없는 것이 약점이라는 이야기도 있다. 고전에서의 흔한 누케쿠비 이야기는 밤중에 목이 분리되는 장면을 다른 누가 목격했다는 것이다.:30-36

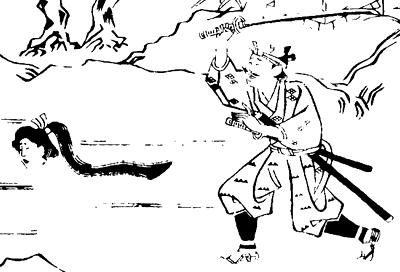
『소로리 모노가타리』의 누케쿠비 장면.

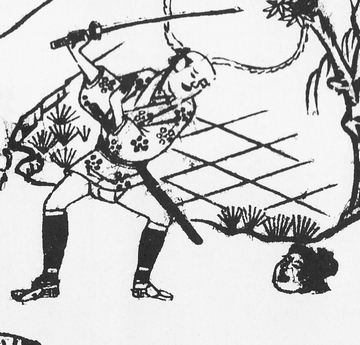
『제국백물어』의 누케쿠비.

누케쿠비는 육신에서 빠져나온 넋, 즉 유체이탈의 일종이라는 설도 있다. 『소로리 모노가타리』에는 누케쿠비를 「여자의 망념이 돌아다니다」라는 제목으로, 여자의 혼이 수면 중에 몸에서 빠져나온 것이라는 이야기를 수록했다. 이 이야기에서 한 남자가 여자의 목이 떠다니는 누케쿠비를 만나 칼을 빼들고 쫓아갔더니, 누케쿠비는 어느 집으로 들어가 도망쳤고 그 집 안에서 “무서운 꿈을 꾸었다. 칼 든 남자에게 쫓겨서 집까지 도망쳐서 잠에서 깼다”고 말하는 목소리가 들렸다고 한다.
『소로리 모노가타리』에서 베낀 내용이 많은 괴담집 『제국백물어』에도 여자의 혼이 몸에서 빠져나온 누케쿠비를 남자가 쫓아 그 여자의 집에 이르렀다는 이야기가 있다. 이 여자는 죄업을 부끄러워해 남편에게 작별을 고하고 머리를 깎고 비구니가 되었다고 한다.
타치바나 하루키가 쓴 에도시대 수필 『북창쇄담』에서도 누케쿠비를 넋이 몸에서 빠져나오는 병환으로 해석하고 있다. 간세이 원년(서기 1789년)에 에치젠국(오늘날의 후쿠이현)의 어느 집에서 일하던 하녀가 잠든 사이 베갯머리에 목만 굴러다녔다는 이야기가 있었는데, 실제로 목이 몸통을 떠나는 것은 아니고 몸을 떠난 혼이 목의 형태를 갖춘 것이라고 설명했다.
요괴담 해설서의 성격을 가진 괴담집 『고금백물어평판』에는 히고국(오늘날의 구마모토현)의 여인숙 안주인의 목이 빠져 허공을 날고, 다음날 원래대로 돌아온 여자의 목 주위에 힘줄이 돋아 있었다는 이야기를 소개한다. 이 책의 저자 야마오카 겐린은 중국 서적에 기록된 예시들을 함께 소개하면서, “이러한 일은 예로부터 남만에서 자주 있었던 일이다. 천지조화에는 한이 없으며 웬만한 상식으로 헤아리기 어렵다. 이런 이야기는 수도에서는 들리지 않는 것이고 모든 괴이한 것은 먼 나라에 있는 것”이라고 해설했다. 또한 가가와현 오카와군 나가오정 다와촌(오늘날의 사누키시)에도 이와 같이 목에 고리 같은 멍이 있는 여자는 로쿠로쿠비라는 전승이 있다.:159 수필 『중릉만록』에도 요시노산 깊은 곳에 있는 ‘로쿠로쿠비촌(轆轤首村)’의 주민은 모두 로쿠로쿠비이며, 어릴 때부터 목도리를 하고 사는데 목도리를 벗겨 보면 목 주위에 힘줄이 돋아나 있다고 쓰여 있다.
마츠우라 세이잔의 수필 『갑자야화 속편』에 보면, 히타치국에서 한 여성이 난치병에 갈리자 남편이 행상인에게 “흰둥개의 간이 특효약”이라는 말을 듣고 키우던 개를 죽여 간을 복용시키자 아내는 건강해졌는데, 나중에 태어난 아이가 로쿠로쿠비가 되었고, 아이의 목이 빠져 허공을 날고 있을 때 어디선가 흰둥개가 나타나 그 목을 물어죽였다고 한다.:27-29
이와같이 로쿠로쿠비・누케쿠비는 기본적으로 여성인 경우가 많지만, 에도시대의 수필 『초재필기』(蕉斎筆記)에는 남자 누케쿠비 이야기가 있다. 어느 사찰의 주지가 밤에 자고 있는데, 가슴 언저리에 사람 머리가 굴러와서 놀라 그것을 집어던졌더니 어디론가 가버렸다. 다음날 절의 불목하니가 이별을 청하기에 까닭을 물으니 “어젯밤에 목이 찾아오지 않았습니까”라고 했다. 그랬노라고 대답하자 “제게는 목 빠지는 병이 있습니다. 더 이상 모실 수 없습니다”라고 말하고 고향인 시모사국으로 돌아갔다. 시모사국에는 목빠지는 병이 많았다고 한다.:702
네기시 야스모리의 수필 『이낭』(耳嚢)에는 로쿠로쿠비라고 소문난 여자가 결혼을 했는데, 소문은 소문에 불과했고 화목한 부부생활을 했다는 이야기가 있다. 이 이야기는 예외적인 것으로, 대부분의 로쿠로쿠비 이야기는 정체가 드러남으로써 불행한 결과를 맞게 된다.:30-36
에도시대의 백과사전 『화한삼재도회』에서는 중국의 비두만과 같은 것으로 표기하고, 귀를 날개처럼 사용해 하늘을 날고 벌레를 잡아먹는다고 쓰여 있다. 그런데 비두만은 단순히 이민족(異人)의 일종에 불과하다는 기술도 있다.
래프카디오 헌의 『일본 괴담집』에 실린 「로쿠로쿠비」에 나오는 것도 누케쿠비다. 이 작품의 누케쿠비들은 “원래 수도 사람(都人 미야코비토[*])였는데 지금은 영락해서 산골짝에서 나무꾼을 하고 있는 일족“이라고 가장하여 나그네를 잡아먹는다, 라는 설정으로 묘사되어 있다.

### 신축인장형

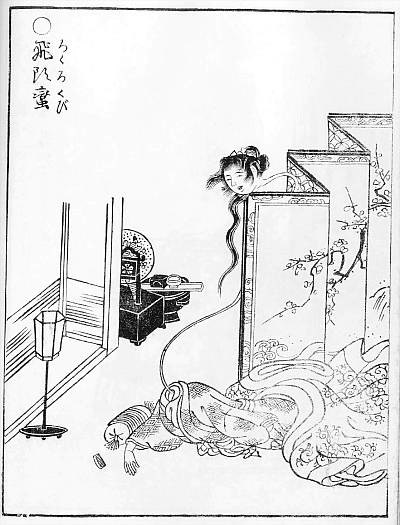
도리야마 세키엔의 『화도백귀야행』의 로쿠로쿠비.

목 자체가 길쭉하게 늘어난다는 이야기는 에도시대 이후 『무야속담』, 『한전경필』, 『야창귀담』 등의 문헌에 종종 등장한다. 신축성 목을 가진 로쿠로쿠비가 등장한 것은, 원래 로쿠로쿠비(즉 누케쿠비)의 목과 몸통이 영적(靈的)인 실 같은 것으로 연결되어 있다고도 했는데, 도리야마 세키엔 등 화공들이 그 실을 그린 것이 가늘고 길게 뻗은 목으로 잘못 해석되었기 때문이다.

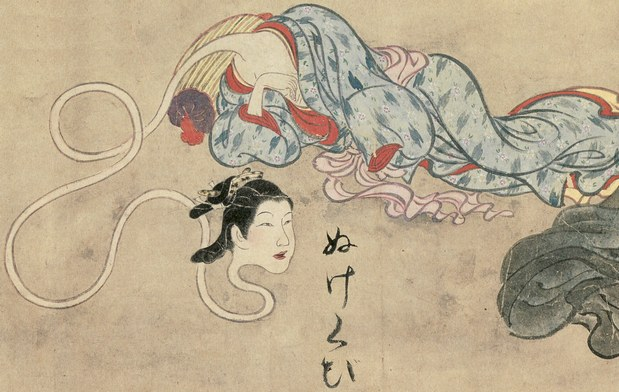
『백괴도권』의 누케쿠비. 신축인장형 로쿠로쿠비의 모습이지만 제목이 누케쿠비로 달려 있다. 이 둘이 원래 구분되는 것이 아니었음을 보여준다.

『갑자야화』에는 이런 이야기가 있다. 어느 식모가 로쿠로쿠비로 의심되어, 집주인이  식모가 자고 있을 때 관찰해 보니 가슴께에서 점차 수증기 같은 것이 솟아오르고, 그것이 짙어질수록 머리가 사라지더니 어느새 목이 길쭉하게 늘어난 모습이 되었다. 주인의 기척을 눈치챘는지 식모가 뒤척이자 목은 원래대로 돌아가 있었다. 이 식모는 평소에 얼굴이 창백한 것 외에는 여느 사람과 다를 바가 없었으나, 주인은 식모를 집에서 내보냈다. 그녀는 어딜 가나 이렇게 금방 잘렸기 때문에 한 곳에 연을 붙이지 못했다고 한다.:700-701 『갑자야화』의 이 이야기와 앞서 언급된 『북창쇄담』 등에서 목 자체가 빠지는 것이 아니라 유체이탈한 영혼이 목 모양이 된 것이라는 이야기는 서양 오컬트에서 말하는 엑토플라즘과 유사한 것이라는 해석도 있다.

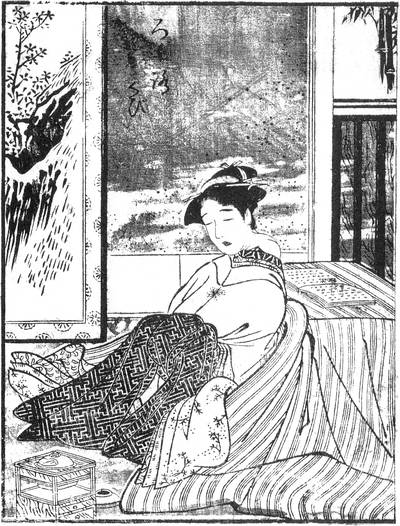
『열국괴담문서첩』의 로쿠로쿠비.

에도시대의 대중작가 짓펜샤 잇쿠의 독본 『열국괴담문서첩』에서는, 로쿠로쿠비는 인간의 업인(業因)으로 인한 것이라고 하고 있다. 엔슈(遠州)에서 카이신(回信)이라는 승려가 오요츠(およつ)라는 여자와 야반도주했는데, 오요츠가 병으로 쓰러진 데다가 여행자금까지 바닥났기 때문에 그녀를 죽였다. 이후 카이신이 환속하여 어느 여인숙에서 주인장 딸과 동침하였더니, 딸의 목이 자라나고 얼굴이 오요츠로 탈바꿈하여 원망하는 말을 하였다. 카이신은 과거를 뉘우치고 딸의 아버지인 여인숙 주인에게 모든 것을 털어놓았다. 그러자 주인이 말하기를 자기도 일찍이 어떤 여자를 죽이고 돈을 빼앗아 그 돈을 밑천으로 여인숙을 차렸는데, 나중에 태어난 딸이 그 업보로 로쿠로쿠비로 타고났다는 것이었다. 카이신은 다시 불문에 들어가 오요츠의 무덤을 수습했는데, 후세에 그 무덤이 “로쿠로쿠비 무덤(ろくろ首の塚)”이라고 전해졌다고 한다.
로쿠로쿠비를 요괴가 아닌 일종의 특이체질로 보는 경우도 있었다. 반 코케이의 수필 『한전경필』에서는 요시와라의 한 게이샤가 자는 사이 목이 자라났다는데, 숙면을 취해서 마음이 풀리면 목이 자라나는 체질일 것이라고 쓰고 있다.:701-702
문헌 뿐 아니라 구전으로도 로쿠로쿠비 이야기가 전해진 것이 있다. 기후현 아케치정과 이와무라 사이의 옛 가도에 뱀이 탈바꿈한 로쿠로쿠비가 출몰했다고 한다. 나가노현 이다시 코에쿠보(越久保)에도 인가에 로쿠로쿠비가 나타났다는 전설이 있다.
분카 연간(서기 1804-1817년)에는 유녀가 손님과 곁잠을 자다가 손님이 잠들었을 무렵 목이 자라나 행등의 기름을 핥았다는 등의 괴담이 유행했으며, 로쿠로쿠비는 이렇게 여자가 탈바꿈한 요괴, 혹은 기병(奇病)으로서 인구에 회자되었다. 또한 이 무렵 로쿠로쿠비는 미세모노고야(見世物小屋)의 구경거리로서도 인기였다.:159 『제방견문록』에 의하면 분카 7년(서기 1810년) 에도(오늘날의 도쿄) 우에노의 미세모노고야에 실제로 목이 긴 남성이 로쿠로쿠비라고 불리며 구경거리가 되었다고 기록되어 있다.:27-29
로쿠로쿠비 이야기는 메이지시대까지도 이어졌다. 메이지 초기에 오사카부 이바라키시 시바야초의 어느 상인 부부가, 딸의 목이 밤마다 늘어나는 장면을 목격하고 신불(神仏)에게 매달려 빌었으나 효험이 없었고, 이윽고 마을 사람들에게 파다하게 소문이 나자 견딜 수 없게 되어 그 고장을 떠나 소식이 끊겼다고 한다.

## 유사 사례
누케쿠비는 중국의 요괴 비두만에서 유래했다고도 한다. 목둘레에 힘줄이 있다는 특징도 비두만과 공통된다.:159 한편 중국에는 낙두(落頭)라는 요괴도 전해지는데, 목이 몸통에서 빠져나와 날아다니고 목이 날아다니는 동안 이불 속에 몸통만 남은 상태가 된다. 삼국시대 동오의 장군 주환이 고용한 하녀가 이 낙두였다는 이야기가 전한다. 낙두는 귀를 날개 삼아 날아다닌다고 한다. 또한 진나라 때는 남방에 낙두민이라는 이민족이 있어서, 그 사람들은 목만 날아다닐 수 있었다고 한다.
동남아시아에는 머리에 내장이 따라오는 형태로 몸통과 분리되어 부유하는 요괴의 전승이 있는데, 보르네오섬에서는 “폰티아나”, 말레이시아에서는 “페낭갈란”이라고 부른다.:159 남미 마푸체인 사이에 전승된 촌촌도 사람의 머리만 하늘을 날아다니는 모습을 하고 있으며 사람의 영혼을 빨아먹는다고 한다.
요괴연구가 타다 카츠미는 일본이 무로마치 시대부터 남중국, 동남아시아와 무역을 하게 되면서 이런 전승들이 해외로부터 일본에 전래되었고, 이후 에도시대에 쇄국이 행해지면서 일본의 요괴 “로쿠로쿠비”로서 현지화된 것이라 보고 있다.:159
그 밖에 다이라노 마사카도의 목이 효수당한 뒤에도 썩지 않고 매일 밤 자기 몸을 찾아 허공을 날았다는 전설이 있으며, 산인지방에는 칠심여인이라고 목의 길이가 7심(13 미터)인 요괴가 전해진다.